# Горња Зелиња (Добој)
Горња Зелиња (раније Зелиња Горња) је насеље у граду Добој, Република Српска, БиХ.

## Географија
Зелиња Горња се налази на планини Требави. Састоји се од засеока: Ријеке, Видовића, Брезовца, Богдановића, Средње и Горње Мале. У даљој околини села се налазе већа градска средишта: Градачац, Грачаница, Модрича и Добој. Највиши надморски врх је Сплетена Липа са 624 метра.

## Историја
Први пут се Зелиња Горња појављује у турским дефтерима (пореским књигама) 1528. године, када је била под управом тврђаве Сокол код Грачанице и тада је имала свега 20 домаћинстава. У селу је у време Краљевине Југославије 1927. године отворена основна школа, која данас носи назив „Петар Кочић“. Насеље се пре распада Југославије 1992 – 1995, налазило у саставу општине Градачац, да би почетком распада Југославије Зелиња Горња припала општини Добој, од чијег је средишта у Добоју удаљена четрдесетак километара.

## Култура
Насеље поред школе данас има српску православну цркву, и амбуланту у саставу бившег дома културе.

## Привреда
Становници се баве пољопривредом, воћарством, сточарством и искоришћавањем шума. Село се налази на регионалном путном правцу Орашје – Добој, али и поред тога нема асфалтни пут. Поред тога, и недостатак примарне делатности је један од разлога одлива младих у градове, Србију и Европу, што доводи до застоја у развоју самог села.

## Становништво
| Националност       | 1991. | 1981. | 1971. | 1961. | 1921. |
| Срби               | 809   | 937   | 1.055 |       | 1023  |
| Југословени        | 5     | 19    | 2     |       | 0     |
| Хрвати             | 2     |       | 7     |       | 0     |
| остали и непознато | 2     | 2     | 2     |       | 0     |
| Укупно             | 818   | 958   | 1.066 | '     | 1023  |

| Демографија | Демографија | Демографија |
| Година      | Становника  | Становника  |
| ----------- | ----------- | ----------- |
| 1921.       | 1.023       |             |
| 1961.       | 1.181       |             |
| 1971.       | 1.066       |             |
| 1981.       | 958         |             |
| 1991.       | 818         |             |
| 2013.       | 276         |             |